# Josef Flodrman
Josef Flodrman (24. listopadu 1927 – únor 1990) byl český a československý politik Komunistické strany Československa a poúnorový poslanec Národního shromáždění ČSR. Po roce 1968 politicky pronásledovaný.

## Biografie
Ve volbách roku 1954 byl zvolen do Národního shromáždění za KSČ ve volebním obvodu Liberec. V parlamentu setrval až do konce funkčního období, tedy do voleb roku 1960. K roku 1954 se profesně uvádí jako předseda JZD Rakov.
Pocházel z Rakova. V srpnu 1968 po invazi vojsk Varšavské smlouvy do Československa byl delegátem Vysočanského sjezdu KSČ. Po nástupu normalizace ho středočeský Krajský výbor KSČ zařadil mezi „exponenty pravice“. Profesně je tehdy uváděn jako tajemník pro zemědělství Okresního výboru KSČ Mladá Boleslav. Byl pak politicky pronásledovaný.